# Lago Barner Stücker
El lago Barner Stücker (en alemán: Barner Stückersee) es un lago situado en el distrito de Mecklemburgo Noroccidental, en el estado de Mecklemburgo-Pomerania Occidental (Alemania), a una altitud de 40 metros; tiene un área de 10.2 hectáreas.